# Gymnolaena oaxacana
Gymnolaena oaxacana là một loài thực vật có hoa trong họ Cúc. Loài này được (Greenm.) Rydb. mô tả khoa học đầu tiên năm 1915.